# The Balmoral
The Balmoral, также Balmoral Hotel  (Отель Балморал) — пятизвёздочный отель и одна из достопримечательностей Эдинбурга (Шотландия, Великобритания). Отель расположен в центре города на пересечении Принсес-стрит и Северного моста, под которым расположен вокзал Эдинбург-Уэверли. До конца 1980-х годов отель носил название North British Hotel.

## История
В 1895 году был проведен конкурс на лучший проект, который выиграл Уильям Битти. Отель был построен в качестве отеля для богатых путников, приезжающих или уезжающих с вокзала Уэверли. Этим обусловлено его удобное расположение в южной части Нового города на пересечении главной торговой улицы Принсес-стрит и Северного моста, под которым раскинулся вокзал. Первое название North British Hotel или просто N.B. отелю было дано по названию железнодорожного оператора North British Railway. Новое название The Balmoral было дано отелю после модернизации в конце 1980-х годов по названию одноименного замка.
Расположенный близ главного вокзала Эдинбурга, отель Balmoral по-прежнему пользуется спросом у путешественников. Чтобы они приходили вовремя к отправлению поезда, часы на башне отеля, заметные и с большого расстояния, традиционно спешат на две минуты. Высота башни составляет 58 м. Здание отеля выполнено в викторианском стиле с вкраплениями шотландского баронского стиля. Во время модернизации с фасада здания были убраны практически все декоративные балкончики.
Традиционно главным конкурентом Балморала является Caledonian Hotel на другом конце Принсес-стрит. Он был построен для путников станции Princes Street Station оператора Caledonian Railway, которая была закрыта в 1965 году.
Сейчас отель Balmoral принадлежит компании Rocco Forte Hotels, состоящей из 13 отелей класса люкс по всей Европе.